# Conestogo Lake
Conestogo Lake är en sjö i Kanada.   Den ligger i countyt Wellington County och provinsen Ontario, i den sydöstra delen av landet, 400 km väster om huvudstaden Ottawa. Conestogo Lake ligger 410 meter över havet.
Trakten runt Conestogo Lake består till största delen av jordbruksmark. Runt Conestogo Lake är det glesbefolkat, med 17 invånare per kvadratkilometer.